# Milton, Kansas
Milton är en så kallad census-designated place i Sumner County i Kansas. Vid 2010 års folkräkning hade Milton 155 invånare.